# Land (1975–2002)
Land (1975–2002) je kompilační album americké zpěvačky Patti Smith, vydané v březnu roku 2002 hudebním vydavatelstvím Arista Records. Jde o dvojalbum, přičemž první disk obsahuje nahrávky ze zpěvaččiných studiových alb a druhý B-strany singlů, různé demonahrávky a koncertní záznamy. Album bylo věnováno památce klávesisty Richarda Sohla.

## Seznam skladeb
| Disk 1 | Disk 1                     | Disk 1                   | Disk 1           | Disk 1 |
| Pořadí | Název                      | Autor                    | Původní album    | Délka  |
| ------ | -------------------------- | ------------------------ | ---------------- | ------ |
| 1.     | Dancing Barefoot           | Patti Smith, Ivan Král   | Wave             | 4:16   |
| 2.     | Babelogue                  | Smith                    | Easter           | 1:30   |
| 3.     | Rock N Roll Nigger         | Smith, Lenny Kaye        | Easter           | 3:23   |
| 4.     | Gloria                     | Van Morrison, Smith      | Horses           | 5:53   |
| 5.     | Pissing in a River         | Smith, Král              | Radio Ethiopia   | 4:51   |
| 6.     | Free Money                 | Smith, Kaye              | Horses           | 3:48   |
| 7.     | People Have the Power      | Smith, Fred Sonic Smith  | Dream of Life    | 5:10   |
| 8.     | Because the Night          | Smith, Bruce Springsteen | Easter           | 3:23   |
| 9.     | Frederick                  | Smith                    | Wave             | 3:03   |
| 10.    | Summer Cannibals           | Smith, Fred Sonic Smith  | Gone Again       | 4:09   |
| 11.    | Ghost Dance                | Smith, Kaye              | Easter           | 4:41   |
| 12.    | Ain't It Strange           | Smith, Král              | Radio Ethiopia   | 6:37   |
| 13.    | 1959                       | Smith, Tony Shanahan     | Peace and Noise  | 4:01   |
| 14.    | Beneath the Southern Cross | Smith, Kaye              | Gone Again       | 4:37   |
| 15.    | Glitter in Their Eyes      | Smith, Oliver Ray        | Gung Ho          | 3:05   |
| 16.    | Paths That Cross           | Smith, Fred Sonic Smith  | Dream of Life    | 4:20   |
| 17.    | When Doves Cry             | Prince                   | (dříve nevydáno) | 5:00   |

| Disk 2 | Disk 2                                                           | Disk 2                                             | Disk 2 |
| Pořadí | Název                                                            | Autor                                              | Délka  |
| ------ | ---------------------------------------------------------------- | -------------------------------------------------- | ------ |
| 1.     | Piss Factory (1974)                                              | Smith, Richard Sohl                                | 5:03   |
| 2.     | Redondo Beach (demonahrávka, 1975)                               | Smith, Sohl, Kaye                                  | 3:45   |
| 3.     | Distant Fingers (demonahrávka, 1975)                             | Smith, Allen Lanier                                | 4:57   |
| 4.     | 25th Floor (koncertní nahrávka, 1978)                            | Smith, Král                                        | 5:43   |
| 5.     | Come Back Little Sheba (1996)                                    | Smith, Kaye                                        | 2:36   |
| 6.     | Wander I Go (1996)                                               | Smith, Ray                                         | 4:56   |
| 7.     | Dead City (koncertní nahrávka, 2001)                             | Smith, Ray                                         | 4:35   |
| 8.     | Spell (koncertní nahrávka, 2001)                                 | Ray, Allen Ginsberg                                | 6:41   |
| 9.     | Wing (koncertní nahrávka, 2001)                                  | S mith                                             | 5:05   |
| 10.    | Boy Cried Wolf (koncertní nahrávka, 2001)                        | Smith                                              | 5:49   |
| 11.    | Birdland (koncertní nahrávka, 2001)                              | Smith, Sohl, Kaye, Král                            | 9:43   |
| 12.    | Higher Learning                                                  | Smith, Rey, Frank Ray, Jay Dee Daugherty, Shanahan | 7:21   |
| 13.    | Notes to the Future / Tomorrow (koncertní nahrávka, 2002 / 1979) | Smith, Charles Strouse, Martin Charnin             | 6:05   |

## Obsazení
- Patti Smith – zpěv, kytara, klarinet
- Lenny Kaye – kytara
- Richard Sohl – klávesy
- Ivan Král – baskytara
- Jay Dee Daugherty – bicí
- Bruce Brody – klávesy
- Tony Shanahan – baskytara, klávesy
- Oliver Ray – kytara
- John Cale – varhany v „Beneath the Southern Cross“
- Michael Stipe – doprovodné vokály v „Glitter in Their Eyes“
- Wade Raley – doprovodné vokály v „Glitter in Their Eyes“